# 安振东
安振东（1930年9月—2022年6月19日），男，满族，河北滦县人，中华人民共和国工程师、政治人物，九三学社社员，曾任九三学社中央副主席，黑龙江省人民政府副省长，黑龙江省人大常委会副主任，第六、七、八届全国人大代表，第九届全国政协常委。